# Nyctophilus nebulosus
Nyctophilus nebulosus é uma espécie de morcego da família Vespertilionidae. Endêmica da Nova Caledônia, onde pode ser encontrada somente no Monte Koghis, próximo a Nouméa.